# نستر البیاچ
نستر البیاچ (انگلیسی: Néstor Albiach؛ زادهٔ ۱۸ اوت ۱۹۹۲) بازیکن فوتبال اهل اسپانیا است.
از باشگاه‌هایی که در آن بازی کرده‌است می‌توان به باشگاه فوتبال دوکلا پراگ و باشگاه فوتبال لوانته اشاره کرد.